# CAF Civity

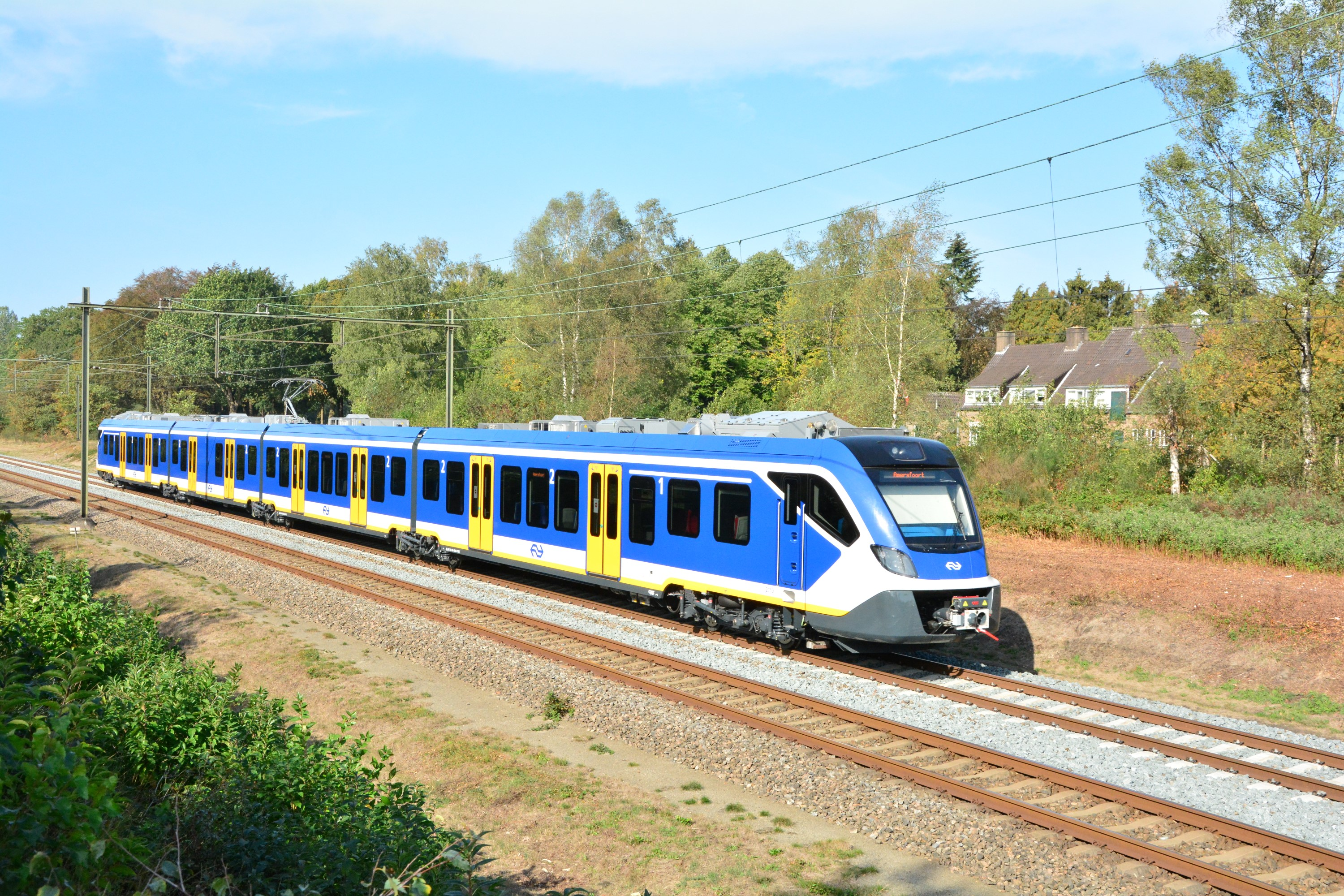
Der Sprinter Nieuwe Generatie der Nederlandse Spoorwegen war der erste Großauftrag für Civity-Züge

Unter dem Namen Civity werden vom spanischen Hersteller Construcciones y Auxiliar de Ferrocarriles (CAF) verschiedene Triebzugbauarten für den Nah- und schnellen Regionalverkehr angeboten. Die normalspurigen Züge können mit unterschiedlichen Antrieben und Stromsystemen bestellt werden. Die meisten Züge sind niederflurige Gliederzüge mit Jakobs-Drehgestellen, für den britischen und australischen Markt werden dagegen hochflurige Züge mit Einzelwagen geliefert.

## Hersteller
CAF liefert erst seit einigen Jahren Fahrzeuge nach Deutschland. Die ersten in Deutschland von CAF verkauften Fahrzeuge waren im Jahr 2013 Straßenbahnen der Produktfamilie Urbos, die in Deutschland in Freiburg im Breisgau eingesetzt werden. Weitere Stadtbahn-Fahrzeuge wurden inzwischen nach Essen verkauft. Zudem lieferte CAF zwölf Triebwagen des Typs Nexio für die Schönbuchbahn an die Württembergische Eisenbahn-Gesellschaft. Im April 2022 bestellt der Verkehrsverbund Rhein-Ruhr (VRR) zusammen mit Zweckverband Nahverkehr Westfalen-Lippe (NWL) 73 Civity Triebzüge mit Batterieantrieb.

## Technik
Civity ist eine modulare Plattform für Regional- und Nahverkehrszüge, die in mehreren Antriebsvarianten erhältlich ist: darunter dieselhydraulisch, dieselelektrisch, elektrisch, batterieelektrisch und als Kombination dieser Varianten. Die meisten Varianten der Civity-Plattform, mit Ausnahme der Civity UK und Max, haben Jakobsdrehgestelle und einen Niederflureinstieg. Die Fußbodenhöhe kann 600 mm oder 800 mm betragen. Die Fahrzeuge sind mit 2 bis 8 Wagen erhältlich. CAF bietet die folgenden Mitglieder der Civity-Familie an:
- Civity XL (mit vergrößerter Passagierkapazität pro Wagen)
- Civity BEMU (Batterie und Oberleitung)
- Civity Duo (Doppelstockwagen)
- Civity Nordic (für extrem kalte Temperaturen)
- Civity UK (für den Einsatz in Großbritannien)

Nicht alle Varianten sind bislang verkauft worden.

## Einsatzgebiete

### Australien

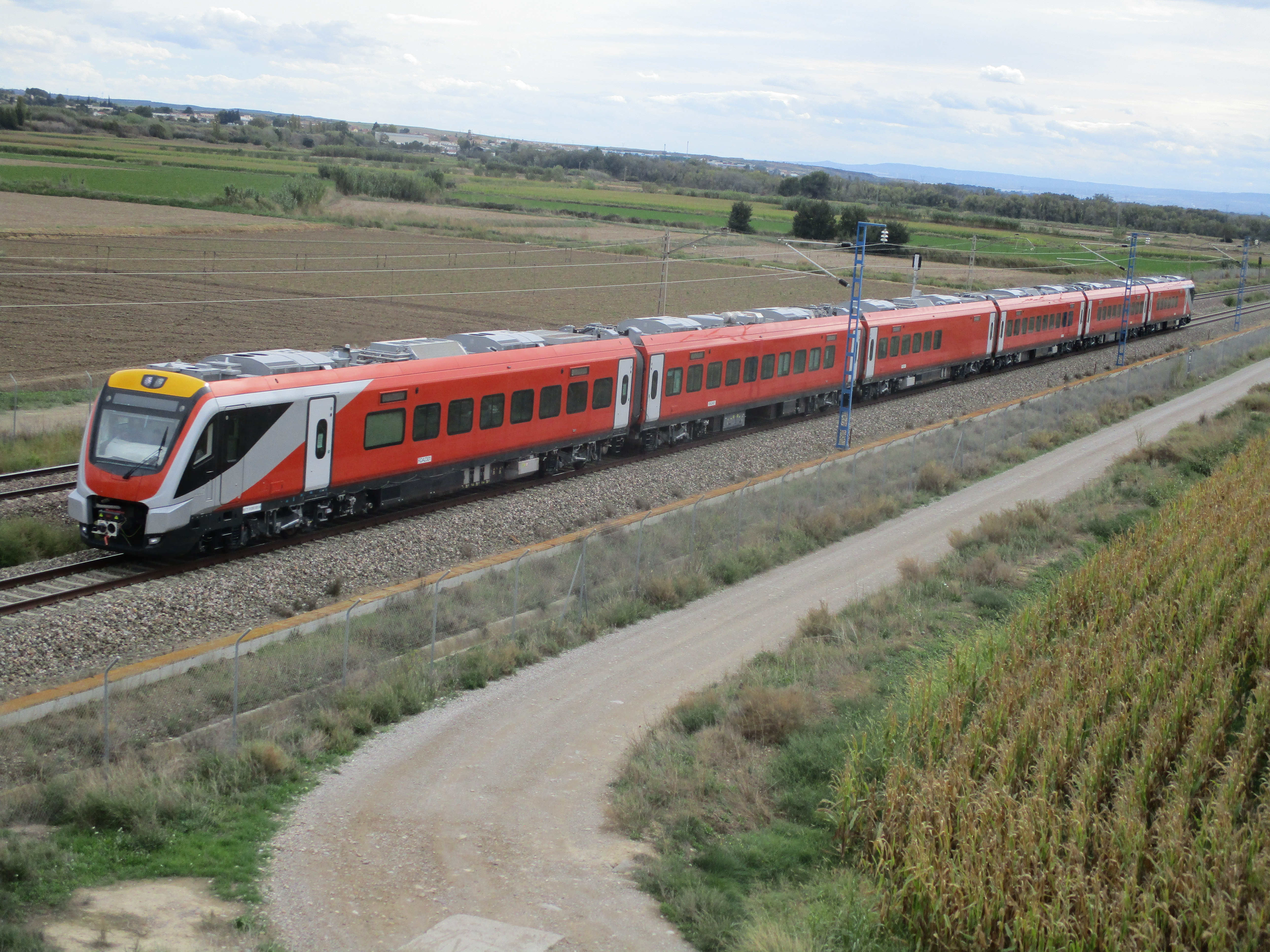
CAF Civity für New South Wales

Aus Australien erhielt CAF 2019 einen Auftrag über die Lieferung von Zweikraft-Triebzügen (elektrischer und Dieselbetrieb) für den Regional- wie den Intercity-Verkehr. Die Züge wurden im Rahmen des Regional Rail Project beschafft und sollten ursprünglich 2023 in Betrieb genommen werden. Zehn Dreiwagenzüge sind für den Fernverkehr bestimmt, die übrigen neun Dreiteiler und zehn Sechsteiler für den Regionalverkehr. Sie sind 74 beziehungsweise 146 Meter lang. Die Höchstgeschwindigkeit beträgt 160 km/h im Dieselbetrieb und 130 km/h im elektrischen Betrieb unter 1500 V Gleichstrom.

### Deutschland
Im Oktober 2011 schloss die Deutsche Bahn mit CAF, Alstom Transport und Stadler Rail einen bis 2018 laufenden Rahmenvertrag über die Lieferung neuer elektrischer Triebzüge für den Regionalverkehr ab. Nur bei Alstom Transport und Stadler Rail kaufte die DB während der Laufzeit Regionalzüge.

#### Nordrhein-Westfalen
Im Juli 2021 erhielt CAF einen Auftrag über ursprünglich 60 Züge des Typs Civity BEMU mit batterieelektrischen Antrieb. Dieser Auftrag wurde später um 13 weitere Fahrzeuge ergänzt. Auftraggeber ist der Verkehrsverbund Rhein-Ruhr (VRR) gemeinsam mit dem Nahverkehr Westfalen-Lippe (NWL). Der Vertrag umfasst neben der Herstellung auch die Instandhaltung der Züge für 30 Jahre. Der erste Abruf umfasste 15 zweiteilige, rund 45 Meter lange Fahrzeuge mit Jakobsdrehgestell, die 120 Sitzplätze bieten, und 45 zweiteilige, rund 55 Meter lange Fahrzeuge mit 160 Sitzplätzen und Einzeldrehgestellen. Die ersten Fahrzeuge sollen ab Dezember 2025 im Niederrhein-Münsterland-Netz auf den Linien RE10, RE14, RE44, RB31, RB36, RB37 und RB43 eingesetzt werden.
Die Züge können in zwei verschiedenen Betriebsmodi eingesetzt werden, die sich durch die Reichweite unterscheiden. Der Vertrag verlangt, dass möglich sein muss, innerhalb von sechs Stunden zwischen den beiden Betriebsarten zu wechseln. Im Betriebsmodus 1 haben die Züge eine Reichweite von 220 km, wobei nach 110 km während zehn Minuten nachgeladen werden kann. Diese Betriebsart wird auf den Strecken RE10 und RB 37 eingesetzt. Die zweite Betriebsart hat eine Reichweite von 90 km auf den Linien RE14, RB36 und RB43, die auf 65 km absinkt, wenn die Züge auf den Strecken RB31 und RE44 eingesetzt werden. Für den Einsatz der Züge muss die Infrastruktur angepasst werden. Dazu gehören Bahnsteigerhöhungen und -verlängerungen, aber auch die Elektrifizierung des Bahnhofs Coesfeld und die Einrichtung einer Oberleitungsinselanlage zum Nachladen der Züge in Kleve.
Zehn weitere Fahrzeuge vom Langtyp mit 160 Sitzplätzen wurden für den Betrieb der zu reaktivierenden Linien RB 76 Verl – Gütersloh – Harsewinkel und RB 68 Münster – Sendenhorst ab Dezember 2025 nachbestellt. Grund hierfür ist, dass der NWL ein separates Fahrzeuglieferungsverfahren verschieben musste, da der Infrastrukturbetreiber Elektrifizierungsmaßnahmen nicht zeitgerecht umsetzen kann.
Die Linie RB46 (Glückauf-Bahn) soll langfristig mit batterieelektrischen Triebwagen vom Langtyp die Strecke bedienen; dazu bestellte der Verkehrsverbund Rhein-Ruhr (VRR) 3 zusätzliche Fahrzeuge.
Durch die bestellenden Aufgabenträger wurde CAF abgemahnt, da das Unternehmen in der Konstruktionsphase seinen Nachweispflichten nicht nachgekommen ist und Abweichungen vom Lastenheft umsetzen wollte. Im Juli 2023 musste der VRR die Laufzeitverlängerung der vorherigen Verkehrsverträge bekannt geben. Durch erhebliche Projektverzögerungen können die neuen Fahrzeuge erst ab 2029 in Betrieb gehen.
Die Wartung der Fahrzeuge soll durch CAF im Bahnbetriebswerk Bismarck erfolgen. Im Januar 2023 wurde das Gelände vom Regionalverband Ruhr an den neuen Eigentümer übergeben. Im Februar 2025 erteilte die zuständige Bezirksregierung Münster das Baurecht. Die aktuellen Planungen sehen vor, Mitte 2025 mit dem Bau starten zu können.

### Großbritannien
Die Civity UK sind für das britische Profil angepasst und besitzen zwei Drehgestelle in jedem einzelnen Wagen statt Jakobs-Drehgestelle wie die in Kontinentaleuropa angebotenen Triebzüge. Zum großen Teil erfolgte deren Fertigung bei CAF in Spanien, doch führten die Aufträge zum Bau einer Fabrik in Newport (Wales). Seit 2018 werden dort Civity UK-Züge für weitere britische Bahnbetreiber gebaut.

#### Northern Trains

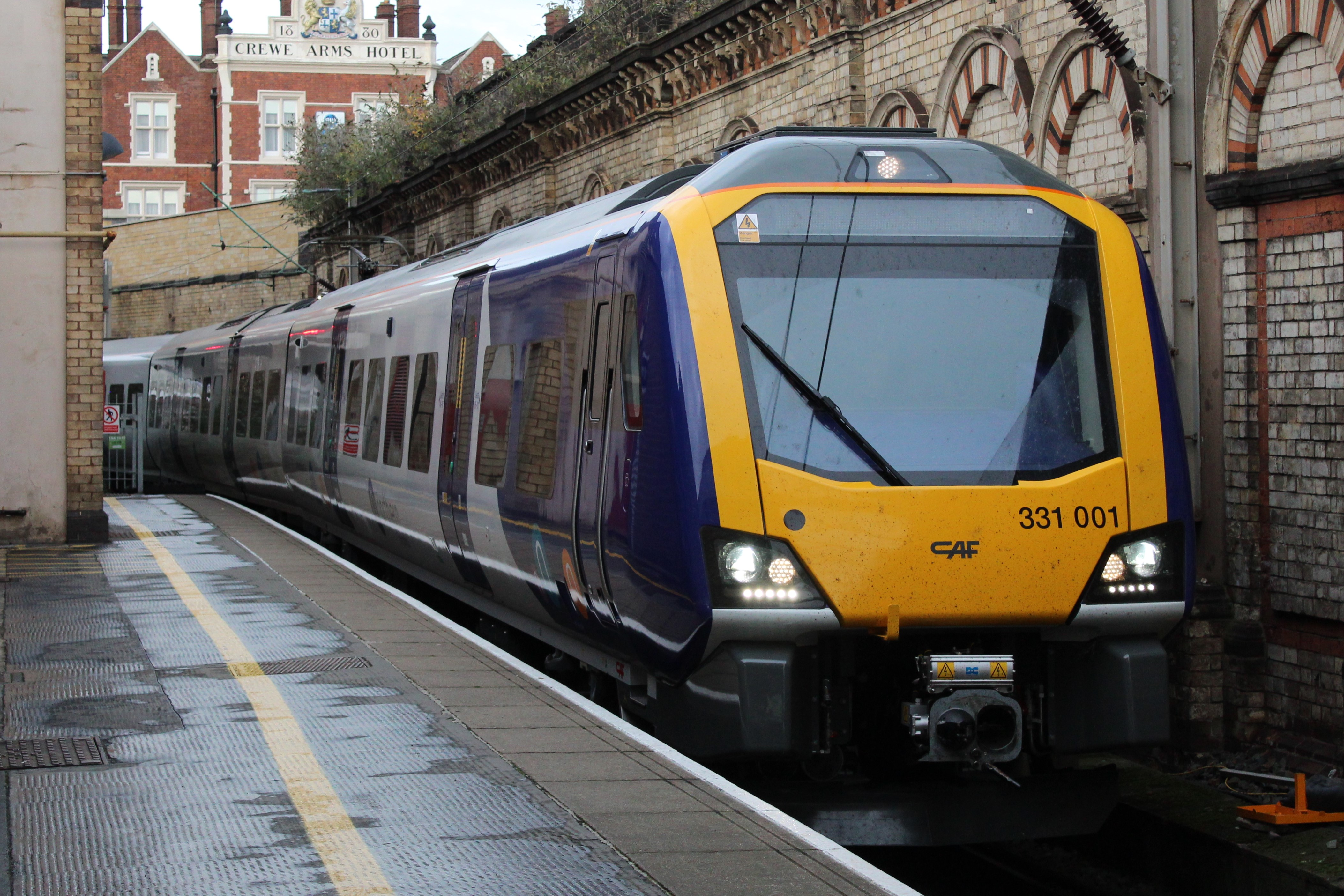
Civity der Baureihe 331 in Crewe

Aus Großbritannien bekam CAF 2016 eine umfangreiche Bestellung für Civity UK-Züge mit dieselelektrischem Antrieb (Baureihe 195) und vollelektrischem Antrieb (Baureihe 331), welche veraltete Pacer-Triebwagen auf Strecken im Norden Englands ersetzen.

#### Transport for Wales
77 Dieseltriebzüge der Baureihe 197 wurden 2018 von Transport for Wales bestellt. Der Auftrag unterteilt sich in 51 Doppeltriebwagen und 26 Dreiwagenzüge. 14 Dreiteiler besitzen eine 1. Klasse, die übrigen Fahrzeuge ausschließlich die 2. Klasse. Der erste Einsatz fand im November 2022 auf der Conwy Valley Line statt. Die Züge kommen vor allem in Wales zum Einsatz, erreichen aber auch Liverpool, Manchester oder Birmingham.

#### West Midlands Trains
26 Dieseltriebzüge der Baureihe 196 für West Midlands Trains wurden von 2019 bis 2020 in Großbritannien gebaut. Die Züge können 160 Kilometer pro Stunde erreichen und besitzen Wagenübergänge an den Enden. Die 12 Zweiteiler und 14 Vierteiler verdrängen Bombardier Turbostar der Baureihe 170 im Regionalverkehr um Birmingham.

#### TransPennine Express

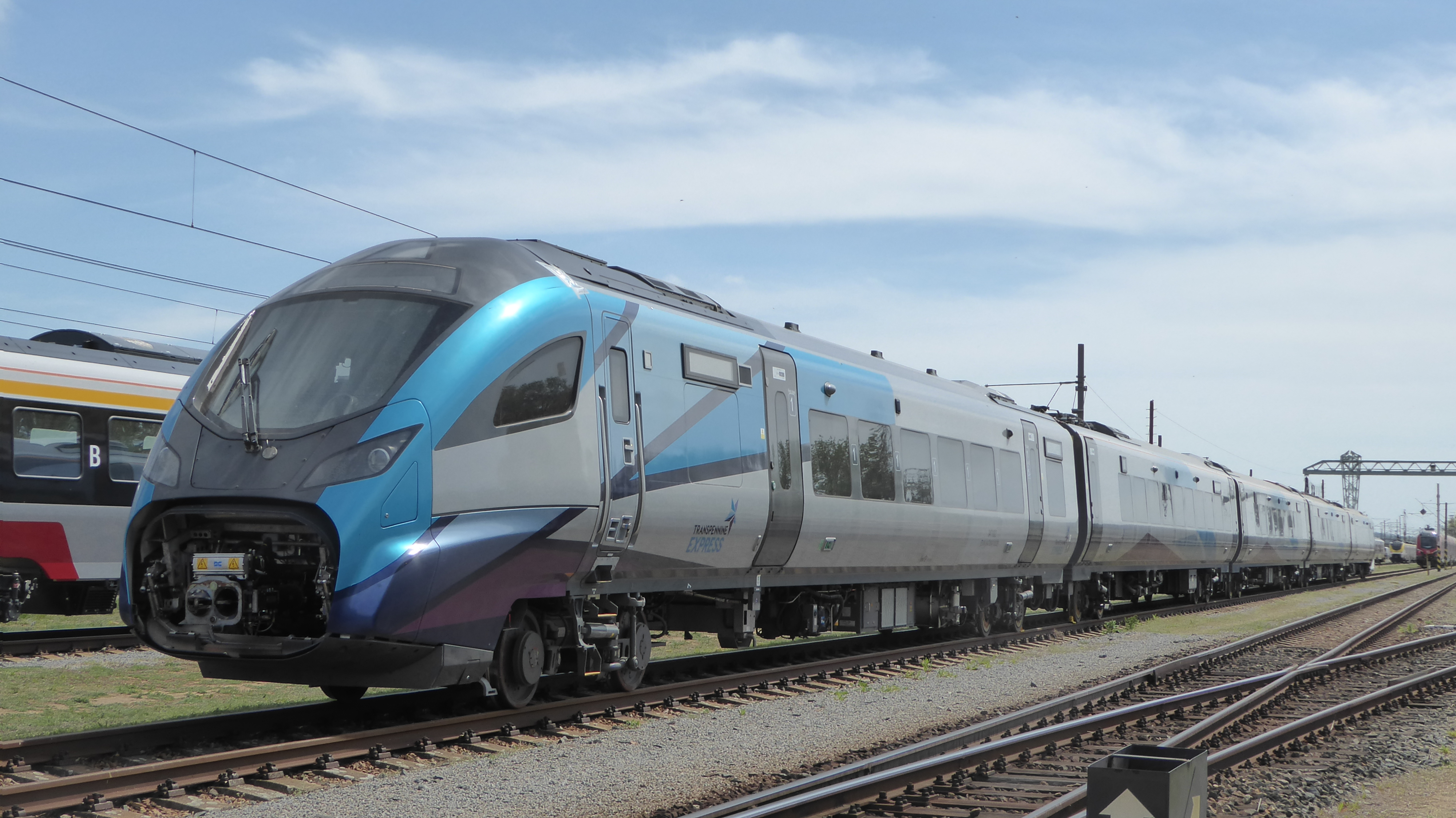
Civity UK der Baureihe 397 Nova 2 auf dem Versuchsring in Velim

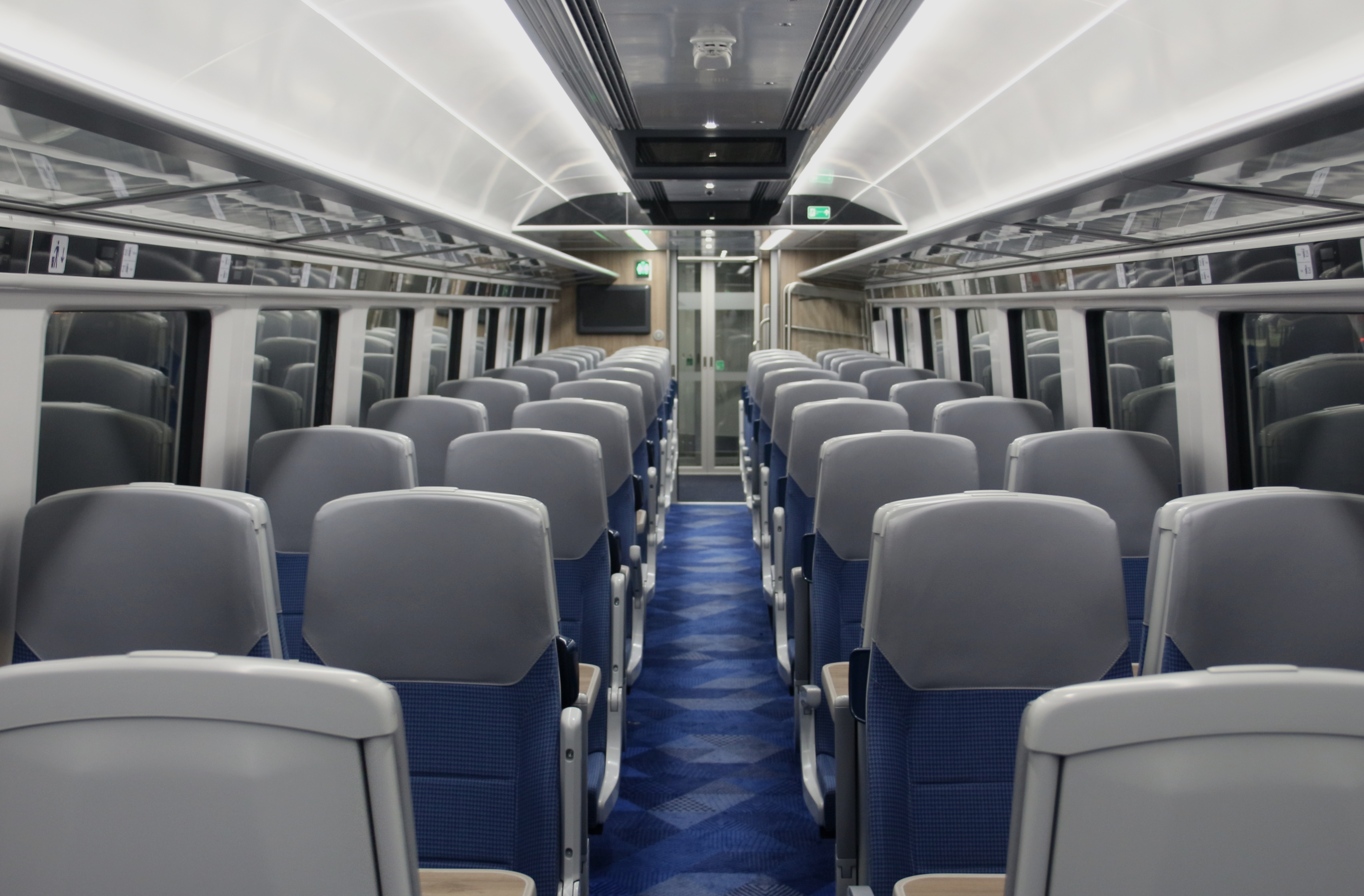
Innenraum des Nova 2 in der 2. Klasse

Für den TransPennine Express wurden 12 fünfteilige elektrische Triebzüge der Baureihe 397 beschafft, die vom Betreiber als Nova 2 bezeichnet werden. Die Züge werden im Intercityverkehr zwischen Manchester, Liverpool und Schottland mit 200 km/h Höchstgeschwindigkeit eingesetzt. Jeder Zug ist etwa 118 Meter lang und bietet 286 Sitzplätze, davon 22 in der 1. Klasse. Jeder Wagen verfügt über zwei einflügelige Türen pro Seite. Die Endwagen sind mit 24 Metern etwas länger ausgeführt als die Mittelwagen, die 23,3 Meter lang sind. Die Züge sind mit Videoüberwachung, WLAN und Steckdosen ausgestattet. Eigentümer der Fahrzeuge ist die Eversholt Rail Group.

#### London North Eastern Railway
Für die London North Eastern Railway wurden von der Leasinggesellschaft Porterbrook Leasing Company Ltd im November 2023 insgesamt 10 zehnteilige Zweikraftzüge mit einem Auftragswert von ca. 500 Mio. €, welcher auch die Instandhaltung über 8 Jahre durch CAF beinhaltet, bestellt, welche eine Höchstgeschwindigkeit von 200 km/h erreichen und auf der East Coast Main Line eingesetzt werden sollen, wobei für die Befahrung nicht elektrifizierter Strecken sowohl Akkus als auch ein Dieselantrieb vorhanden sein sollen. Die Züge können ihre Antriebsart auch während der Fahrt wechseln.

### Italien
Als erster Kunde für diesen Zugtyp bestellte die Region Friaul-Julisch Venetien 2011 acht fünfteilige Kompositionen, die ab 2015 eingesetzt wurden. Später folgten vier Züge in Zweisystemausstattung für den grenzüberschreitenden Einsatz nach Österreich und Slowenien.
2013 unterzeichnen der Betreiber Ferrotramviaria und CAF eine Vertrag über den Kauf von zwei elektrisch angetriebenen Civity-Zügen. Diese Einheiten bestehen aus 4 Wagen und werden in der Region Apulien eingesetzt.

### Montenegro
Seit 2013 werden auf den elektrifizierten Strecken der Željeznički prevoz Crne Gore moderne Elektrotriebzüge vom CAF als Baureihe 6111 eingesetzt.

### Niederlande

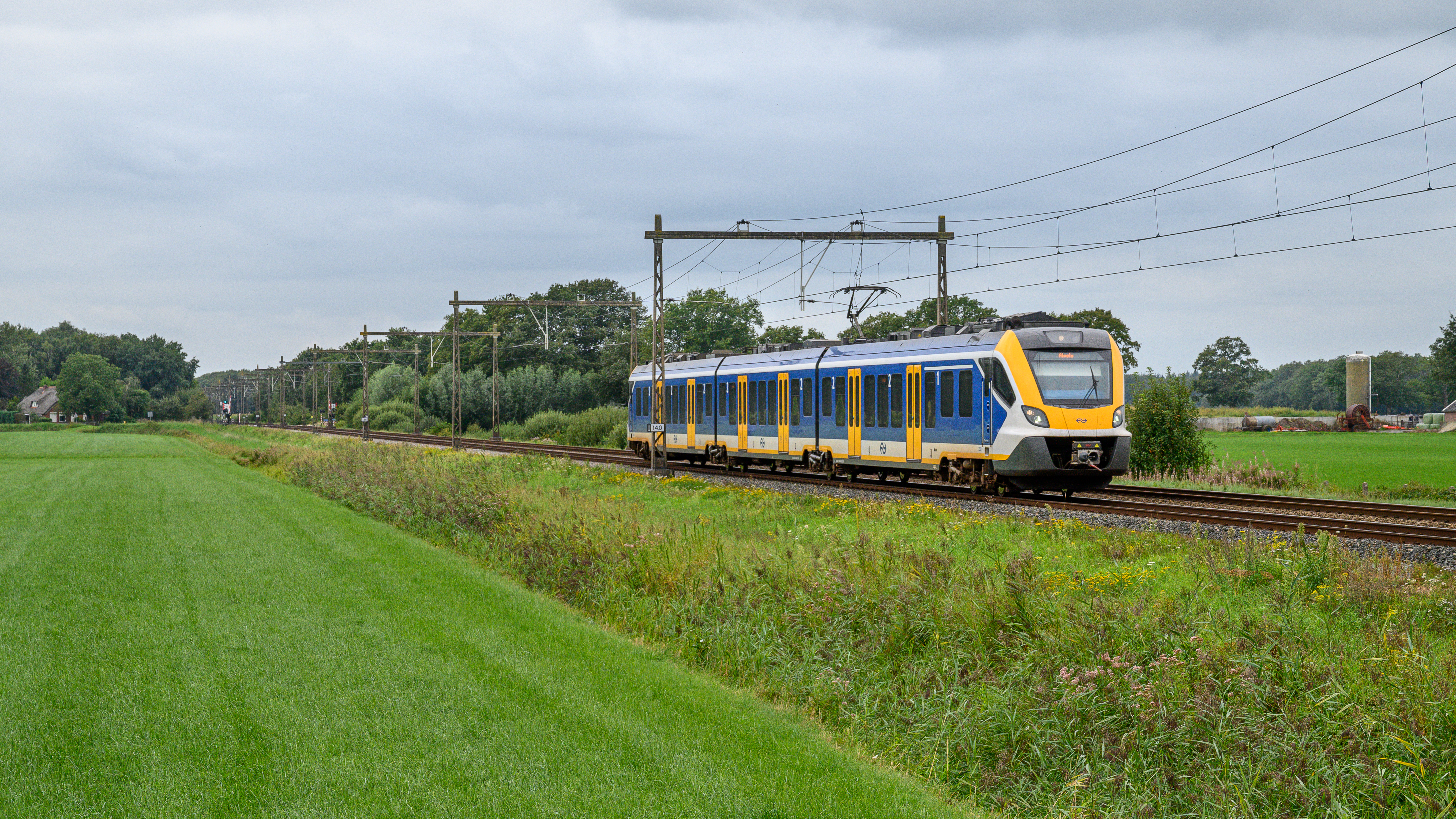
Die SNG erhielten eine gelbe Front, um die Unfallgefahr zu reduzieren.

Einen Auftrag über 118 Züge des Typs Civity erteilten 2014 die Nederlandse Spoorwegen. Sie gingen ab November 2018 als Sprinter Nieuwe Generatie (SNG) in Betrieb. Ebenfalls 2018 erteilten die NS einen Folgeauftrag über weitere 88 Züge; deren Auslieferung erstreckt sich bis 2023.[veraltet] Die Aufträge beinhalten sowohl 118 dreiteilige als auch 88 vierteilige Elektrotriebzüge. Die Fahrzeuge sind dementsprechend 59,56 m bzw. 75,76 m lang.
Außerdem wurden im Dezember 2022 insgesamt 60 Triebzüge, davon 30 vierteilige Züge und 30 sechsteilige Züge, mit einem Auftragswert über 600 Mio. € für den Intercity-Verkehr bestellt, die ab 2028 in Betrieb genommen werden und damit die bisher verwendeten Züge des Typs DDZ ersetzen sollen. Während die Endwagen einstöckig sind, wurden die Mittelwagen als Doppelstockwagen ausgelegt, sodass diese Bestellung der erste Auftrag für eine Doppelstockvariante darstellt.
Für die MerwedeLingelijn bestellte Qbuzz im Jahr 2024 zehn dreiteilige Civity-Triebzüge. Die 60 Meter langen Elektrotriebzüge gleichen den dreiteiligen SNG und weisen sechs Türen pro Seite auf. Ab 2028 sollen die Züge mit maximal 160 km/h zwischen Dordrecht und Geldermalsen unterwegs sein. Die Strecke wird mit ERTMS ausgerüstet

### Schweden
Die Erstbestellung des Civity Nordic umfasst 20 vierteilige Elektrotriebzüge mit 76 m Länge und 8 dreiteilige Züge mit zusätzlichem Dieselmotor und 67 m Länge. Unter Oberleitung werden 200 km/h erreicht, im Dieselbetrieb lediglich 140 km/h. Die Triebzüge werden von Transitio gekauft und an schwedische Regionen geleast, die die Züge den Betreibern der dortigen Strecken zur Verfügung stellen. Es bestehen Optionen für weitere 26 Triebzüge.
Die SJ AB bestellten 25 fünfteilige Civity Nordic für den Regionalverkehr. Die Züge sollen ab 2026 mit 200 km/h Höchstgeschwindigkeit unter anderem Stockholm mit Göteborg und Uppsala verbinden. Weitere 35 Triebzüge sind optioniert.

## Übersicht
| EVU                                                           | Land           | Baureihe            | Bild                                                              | Antrieb            | Anzahl | Wagen   | Länge    | Baujahre  |
| ------------------------------------------------------------- | -------------- | ------------------- | ----------------------------------------------------------------- | ------------------ | ------ | ------- | -------- | --------- |
| NSW Train Link                                                | Australien     | New Regional Trains |                                                                   | Bimodal            | 19     | 3       |          | 2023–     |
| NSW Train Link                                                | Australien     | New Regional Trains | 10                                                                | Bimodal            | 6      |         |          | 2023–     |
| VRR / NWL (als Auftraggeber) DB Regio AG (als Teil-Betreiber) | Deutschland    |                     |                                                                   | Batterieelektrisch | 15     | 2       | 45 m     |           |
| VRR / NWL (als Auftraggeber) DB Regio AG (als Teil-Betreiber) | Deutschland    |                     | 45 + 10 + 3                                                       | Batterieelektrisch | 2      | 55 m    |          |           |
| Ferrotramviaria                                               | Italien        | ETR 452             |                                                                   | Elektrisch         | 5      | 4       | 75,4 m   | 2014–2015 |
| Trenitalia                                                    | Italien        | ETR 563             |                                                                   | Elektrisch         | 8      | 5       | 91,6 m   | 2012–2013 |
| Trenitalia                                                    | Italien        | ETR 564             | 4                                                                 | Elektrisch         | 2014   | 5       | 91,6 m   |           |
| Željeznica Crne Gore                                          | Montenegro     | 6111                |                                                                   | Elektrisch         | 3      | 3       | 59,2 m   | 2013      |
| Nederlandse Spoorwegen                                        | Niederlande    | SNG                 |                                                                   | Elektrisch         | 118    | 3       | 59,56 m  | 2018–2023 |
| Nederlandse Spoorwegen                                        | Niederlande    | SNG                 | 88                                                                | Elektrisch         | 4      | 75,76 m |          | 2018–2023 |
| Nederlandse Spoorwegen                                        | Niederlande    | DDNG                |                                                                   | Elektrisch         | 30     | 4       |          | 2028–     |
| Nederlandse Spoorwegen                                        | Niederlande    | DDNG                | 30                                                                | Elektrisch         | 6      |         |          | 2028–     |
| Qbuzz                                                         | Niederlande    |                     |                                                                   | Elektrisch         | 10     | 3       | 60 m     | 2028–     |
| Northern Trains                                               | Großbritannien | 195                 | Baureihe 195 von Northern Trains                                  | Diesel             | 25     | 2       |          | 2017–2020 |
| Northern Trains                                               | Großbritannien | 195                 | Baureihe 195 von Northern Trains                                  | Diesel             | 33     | 3       |          | 2017–2020 |
| West Midlands Trains                                          | Großbritannien | 196                 | Baureihe 196 von West Midlands Trains                             | Diesel             | 12     | 2       |          | 2020–     |
| West Midlands Trains                                          | Großbritannien | 196                 | Baureihe 196 von West Midlands Trains                             | Diesel             | 14     | 4       |          | 2020–     |
| Transport for Wales                                           | Großbritannien | 197                 | Baureihe 197 für den Einsatz in Wales                             | Diesel             | 51     | 2       | 48 m     | 2020–     |
| Transport for Wales                                           | Großbritannien | 197                 | Baureihe 197 für den Einsatz in Wales                             | Diesel             | 26     | 3       | 71,4 m   | 2020–     |
| Northern Trains                                               | Großbritannien | 331                 | Elektrotriebzug der Baureihe 331                                  | Elektrisch         | 31     | 3       | 71,402 m | 2017–2020 |
| Northern Trains                                               | Großbritannien | 331                 | Elektrotriebzug der Baureihe 331                                  | Elektrisch         | 12     | 4       | 94,752 m | 2017–2020 |
| TransPennine Express                                          | Großbritannien | 397 (Nova 2)        | Fernverkehrszüge der Baureihe 397 Nova 2 von TransPennine Express | Elektrisch         | 12     | 5       | 118 m    | 2017–2019 |
| Transitio                                                     | Schweden       |                     |                                                                   | Elektrisch         | 20     | 4       | 76 m     | 2023–     |
| Transitio                                                     | Schweden       |                     | Bimodal                                                           | 8                  | 3      | 67 m    |          | 2023–     |
| SJ AB                                                         | Schweden       |                     |                                                                   |                    | 25     | 5       |          | 2026–     |